# April Parker-Jones
April Parker-Jones (Durham (North Carolina), 6 maart 1976), geboren als April D. Parker, is een Amerikaanse actrice.

## Biografie
Parker-Jones studeerde af aan de North Carolina Central University in haar geboorteplaats Durham (North Carolina). Na haar studie verhuisde zij naar New York voor haar acteercarrière.
Parker-Jones begon in 2002 met acteren in de film Joy, waarna zij nog meerdere rollen speelde in films en televisieseries.
Parker-Jones is sinds 2007 getrouwd waaruit zij twee dochters heeft.

## Filmografie

### Films
- 2022 Hunther - als Morgan
- 2022 The in Between - als Jasmine
- 2014 Return to Zero – als verpleegster
- 2011 Have a Little Faith – als Wilma Covington
- 2009 The New 20s: Episodes 1 – als Kelly
- 2009 The New 20s: Episodes 2 – als Kelly
- 2007 Spider-Man 3 – als technicus
- 2002 Joy – als Bayo

### Televisieseries
Uitgezonderd eenmalige gastrollen.
- 2022 Tom Swift - als Lorraine Swift - 10 afl.
- 2022 Bel-Air - als Viola 'Vy' Smith - 5 afl.
- 2019-2022 S.W.A.T. - als Winnie Harrelson - 4 afl.
- 2018-2019 Supergirl - als kolonel Lauren Haley - 19 afl.
- 2014-2019 If Loving You Is Wrong – als Natalie – 85 afl.
- 2018 The Last Ship - als generaal Anita DuFine - 10 afl.
- 2018 The Resident - als dr. Jen Kays - 2 afl.
- 2013-2017 The Fosters – als kapitein Roberts – 8 afl.
- 2016 Devious Maids - als rechercheur Shaw - 3 afl.
- 2015 How to Get Away with Murder - als rechercheur Claire Bryce - 3 afl.
- 2009-2010 90210 – als Dana Bowen – 4 afl.
- 2008 The Unit – als schoolhoofd Green – 2 afl.
- 2007-2008 The Young and the Restless – als dokter – 3 afl.
- 2006-2008 Jericho – als Darcy Hawkins – 26 afl.